# Schefflera globulifera
Schefflera globulifera är en araliaväxtart som beskrevs av Igor Vladimirovich Grushvitzky och Nina Timofeevna Skvortsova. Schefflera globulifera ingår i släktet Schefflera och familjen araliaväxter.
Artens utbredningsområde är Vietnam. Inga underarter finns listade.